# 岩漠

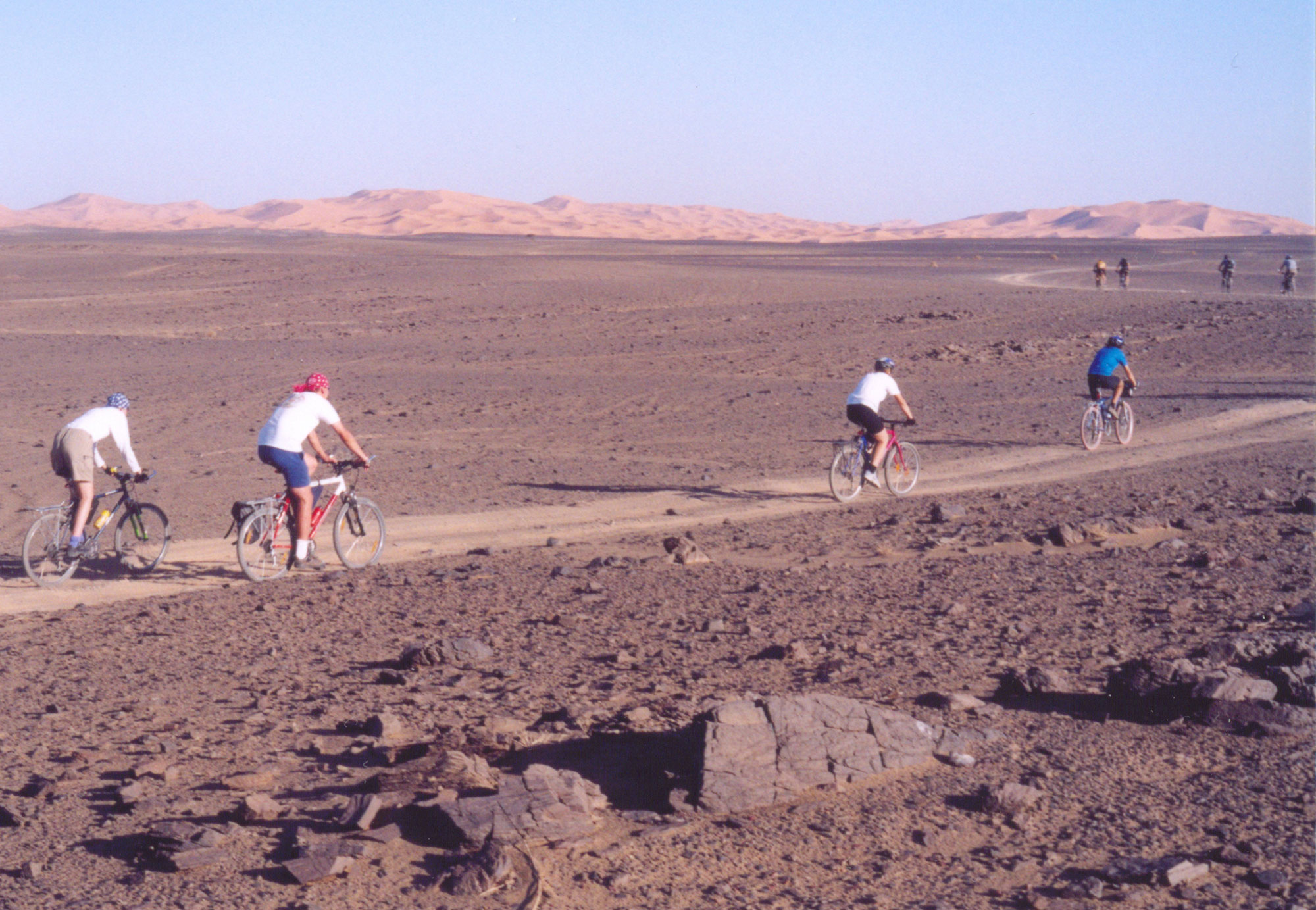
摩洛哥的一个岩漠。

岩漠、岩质荒漠、石质荒漠，又音译哈马达（英语：hamada，从阿拉伯语： حمادة ḥammāda）是荒漠的一种，通常是大型的干燥、岩石为主体的高原，沙粒很少，澳大利亞、北美洲、南美洲之荒漠很多屬於此類型。
岩漠、礫漠與沙漠是荒漠的主要三種類型。沙漠的主要土壤成分是沙，礫漠主要土壤成份是礫石。